# Allophylus gossweileri
Allophylus gossweileri är en kinesträdsväxtart som beskrevs av E. G. Baker. Allophylus gossweileri ingår i släktet Allophylus och familjen kinesträdsväxter. Inga underarter finns listade i Catalogue of Life.